# État d'Amazonas (Venezuela)
Pour les articles homonymes, voir État d'Amazonas et Amazonas.
L'État d'Amazonas est un État du Venezuela, bordé au nord par les États de Bolívar et d'Apure, au sud et à l'est par le Brésil et à l'ouest par la Colombie. État situé au nord du bassin versant du fleuve Amazone dont il tire son nom, il possède un climat tropical. En 2019, sa population est estimée à 189 614 habitants. Sa capitale et plus grande ville est Puerto Ayacucho.

## Histoire

### Un territoire devenu État

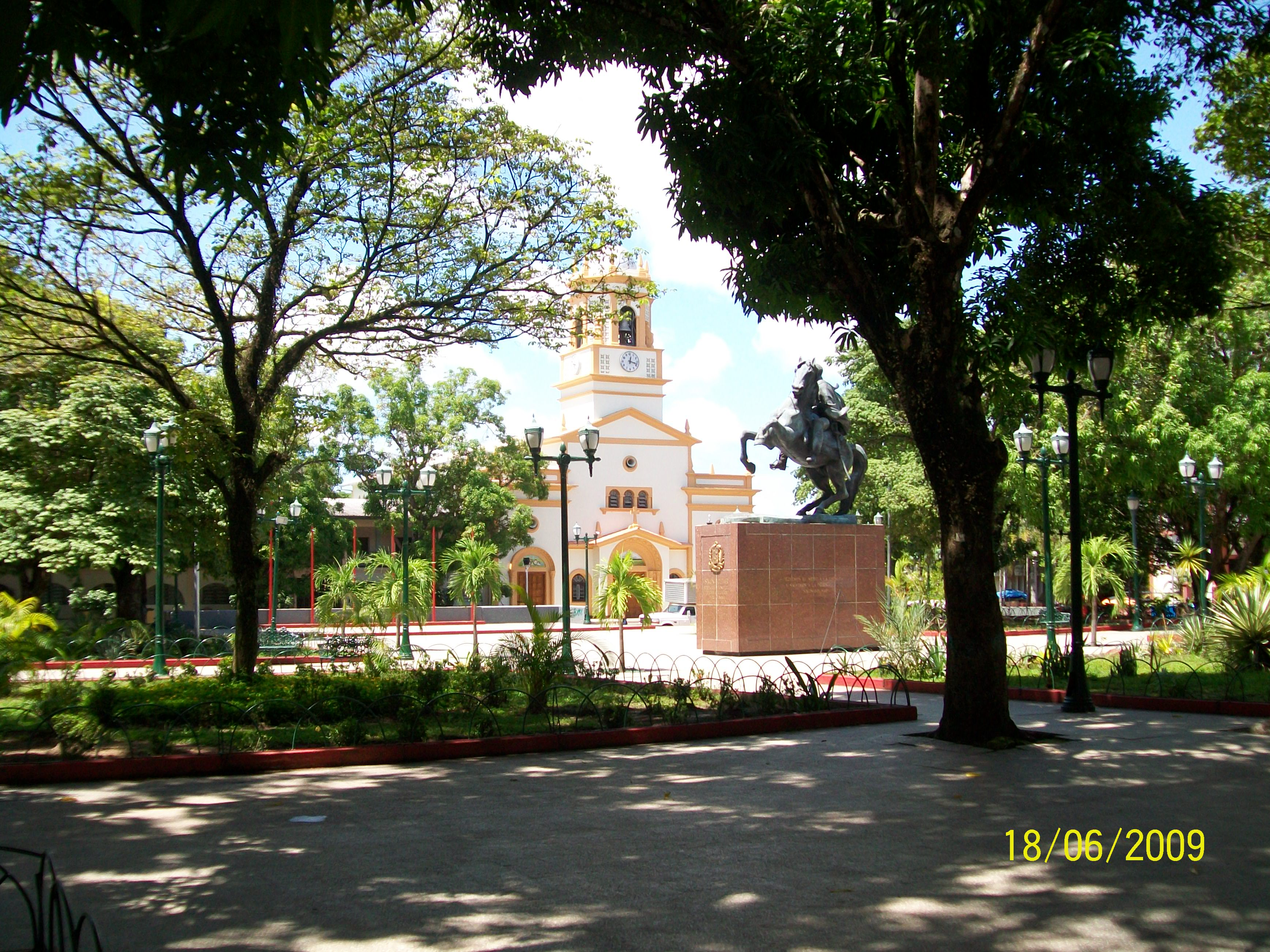
La place Bolívar et la statue de Simón Bolívar à Puerto Ayacucho, devenue capitale de l'État en 1928, en remplacement de San Fernando de Atabapo.

Lors de la colonisation de la région par les Espagnols, le territoire actuel appartient à la province de Guyane. En 1864 est créé le Territoire fédéral d'Amazonas (Territorio Federal Amazonas, en espagnol) avec pour capitale San Fernando de Atabapo. En 1881 et sous la présidence d'Antonio Guzmán Blanco, la zone est divisée en deux territoires distincts Amazonas et Alto Orinoco. Dès 1893, les deux nouveaux territoires sont de nouveau réunis sous le nom d'Amazonas avec la même capitale. En 1928, le président Juan Vicente Gómez transfère la capitale de l'État à Puerto Ayacucho afin de faciliter la liaison avec la capitale Caracas.
Dès lors, le Territoire fédéral d'Amazonas n'atteint pas la population minimale pour accéder au rang d'État, selon la constitution et il faut attendre 1992 pour que le territoire soit élevé au rang d'État fédéral du Venezuela avec ses frontières et capitale actuelles. Le premier gouverneur élu en 1992 est Edgar Vicente Sayago Murillo. Lui succèdent José Bernabé Gutiérrez en 1995 et Liborio Guarulla depuis 2001.

### Toponymie
L'État d'Amazonas tire son nom du fleuve Amazone depuis le 23 avril 1856, et par là des Amazones, personnages féminins de la mythologie grecque. Le fleuve Amazone, découvert par Francisco de Orellana porte ce nom après qu'une tribu féminine eut opposé une sévère résistance aux conquistadors espagnols le 24 juin 1541.
L'État n'est pas traversé par le fleuve Amazone mais occupe une partie importante de son bassin versant septentrional, étant notamment bordé à l'ouest par l'un de ses principaux affluents, le río Negro.

## Géographie
Deuxième État du pays par sa superficie (180 144 hectares) après l'État de Bolívar (238 000 hectares), l'État d'Amazonas possède une densité de population très faible (moins d'un habitant par kilomètre carré) sur un territoire couvert majoritairement par la forêt amazonienne, un relief relativement homogène et peu marqué hormis les chaînes montagneuses septentrionales, au réseau hydrographique très développé.

### Géologie et relief
La totalité du territoire est située sur le bouclier guyanais. L'altitude varie de quelques dizaines de mètres sur les rives de l'Orénoque aux 3 800 mètres du point culminant, le pic Marahuaca. L'altitude variée se décompose en grandes zones : les plaines et savanes dont l'altitude est comprise en 100 et 500 mètres, les collines et moyennes montagnes nombreuses, à l'exception des zones occidentales de l'État, en raison de la présence de grand fleuves amazoniens tels que l'Orénoque, le río Guainía et río Negro dont l'altitude n'excède pas quelques dizaines de mètres. Au nord abondent les chaînes de montagnes telles que Maigualida, Marahuaca, Unturán, Parima, Tapirapecó, La Neblina, Imeri et Aracamuní.

### Hydrographie

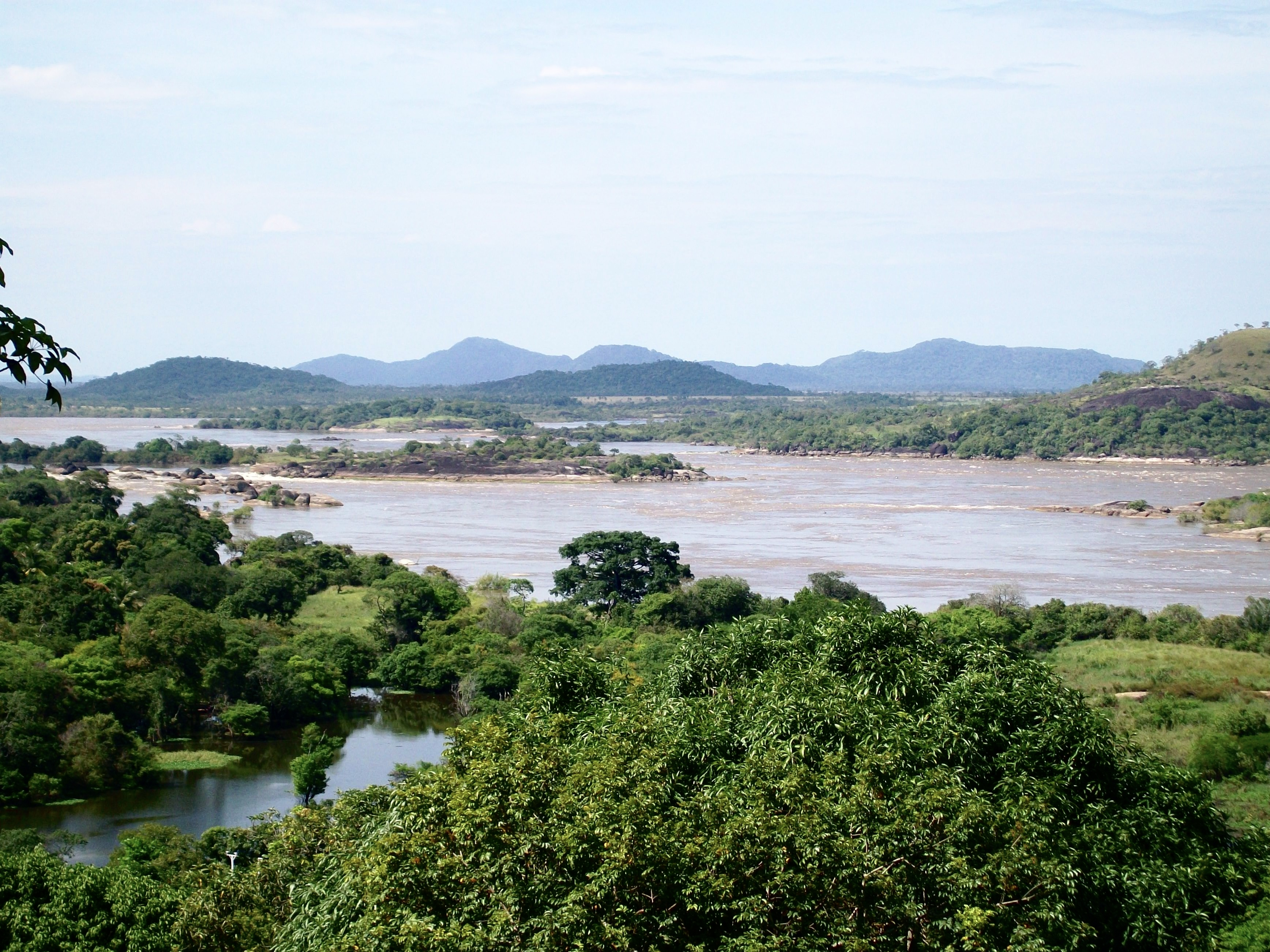
Le fleuve Orénoque à proximité de Puerto Ayacucho.

L'État d'Amazonas voit naître le principal fleuve du pays dans la sierra Parima au cerro Delgado Chalbaud, l'Orénoque, qui parcourt plus de 2 140 kilomètres jusqu'à son embouchure sur l'océan Atlantique et qui traverse l'État du nord au sud dans une large boucle débordant à l'ouest. Les principaux affluents de l'Orénoque situés dans l'Amazonas sont le río Ventuari et ses 474 kilomètres (dont les principaux affluents sont les rivières Uesete, Yatití, Parú, Asisa, Manapiare, Marieta et Guapachí), l'Ocamo et ses 238 kilomètres (dont le principal affluent est le río Putaco), le río Padamo et ses 180 kilomètres (dont les principaux affluents sont les rivières Continamo, Botamo et Matacuní). Les autres affluents principaux de l'Orénoque sont les ríos Ugueto, Mavaca, Manaviche, Cunucunuma, Guanane, Yagua, Guaviare, Sipapo, Cataniapo et l'Atabapo.

### Milieux naturels et environnement
Du fait de sa situation au cœur de l'Amazonie, l'État d'Amazonas est recouvert au sud par la jungle et la forêt équatoriales. Au-dessus de 2 000 mètres, notamment dans les massifs septentrionaux, la végétation est quasi absente. Cette situation lui permet d'abriter une faune et une flore parmi les plus riches de la planète et un grand nombre d'espèces endémiques ou en voie de disparition. 

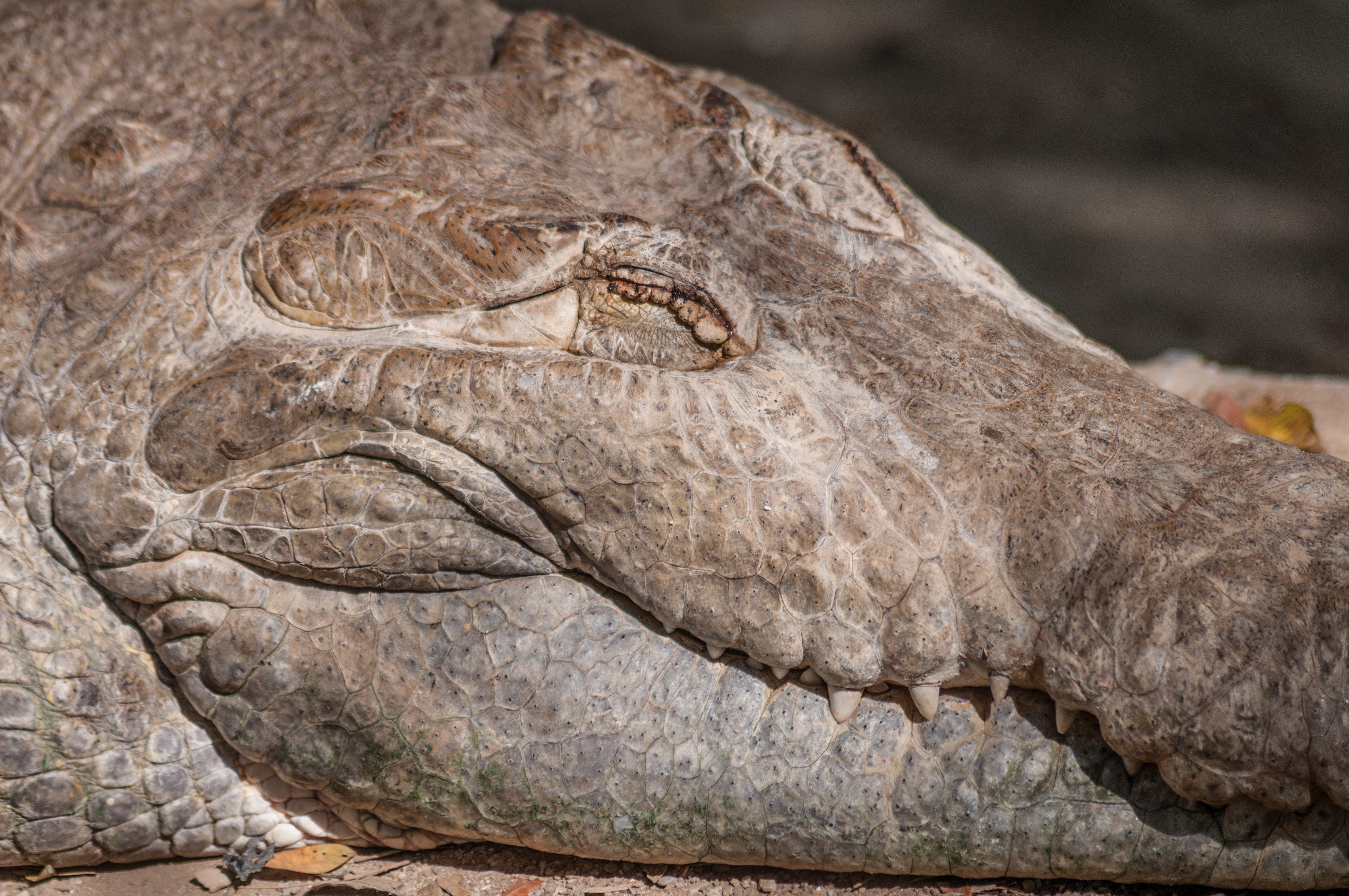
Le Crocodile de l'Orénoque, espèce emblématique du bassin du fleuve Orénoque.

Parmi le patrimoine faunistique, les grands mammifères emblématiques sont le Puma, le Jaguar, le Tapir, diverses espèces de singes du genre Alouate et le Saïmiri commun, ainsi que le Fourmilier. Parmi les reptiles, doivent être cités le Crocodile de l'Orénoque (Crocodylus intermedius) en voie de disparition et diverses espèces de tortues ou de serpents de différents genres comme les Eunectes (anacondas), Crotalus ainsi que l'espèce Boa constrictor. Compte tenu du nombre élevé de cours d'eau, une importante faune aquatique se développe comme Semaprochilodus laticeps, l'Anguille électrique et différentes espèces de piranhas. Parmi les oiseaux, l'État abrite de nombreuses espèces de rapaces, de faucons, d'aras et de toucans.

### Climat
Le climat de l'État est de type tropical de savane aux pluies de mousson. Il existe deux saisons, une saison sèche et une saison des pluies avec des disparités du nord au sud : pas de saison sèche au sud et jusqu'à quatre mois de saison sèche au nord-ouest. De décembre à mars, le centre et le nord présente un déficit hydraulique modéré. Les précipitations moyennes s'élèvent à 1 200 millimètres. La variation annuelle des températures est faible (de 1 à 1,5°) et la variation quotidienne élevée (15°). Les températures les plus basses sont supérieures à 15°. La température moyenne annuelle s'élève à 22,3° à la station de Parima située à 810 mètres d'altitude et à 27° à la station de Tamatama à 112 mètres d'altitude et située à la même latitude.

### Transports

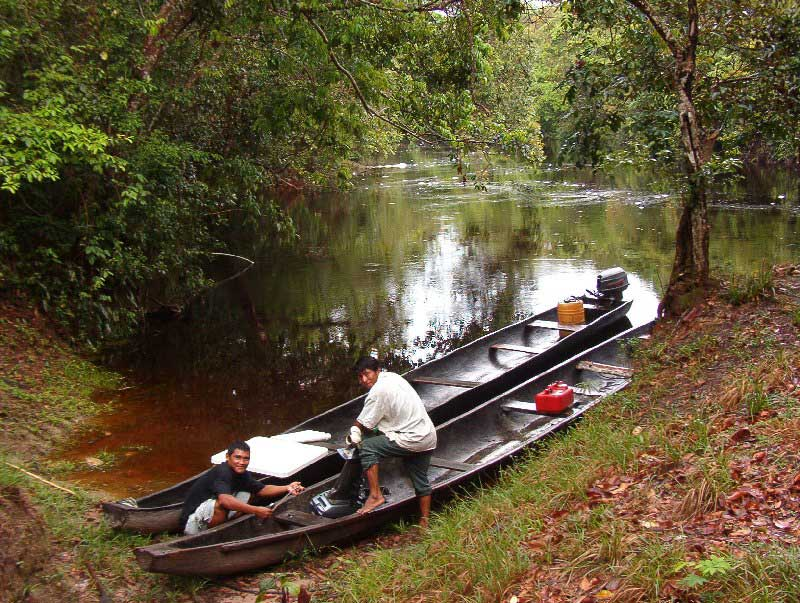
Une pirogue à proximité de La Esmeralda au centre de l'État. Le transport fluvial est le principal mode de transport de la région avec l'avion.

Compte tenu de la géographie de l'État, majoritairement recouvert par la forêt amazonienne, le réseau routier est quasi inexistant tandis que le réseau ferré vénézuélien dessert principalement le Nord du pays sans atteindre l'État d'Amazonas. Le transport se fait principalement par bateau et par avion grâce aux nombreuses pistes qui jalonnent le territoire.

#### Transport routier
La seule et plus importante route d'orientation nord-sud est parallèle au río Negro et relie Santa Rosa au sud à Puerto Páez dans l'État frontalier d'Apure au nord, en passant par la capitale de l'État, Puerto Ayacucho. D'autres routes secondaires plus courtes partent de la route principale pour desservir principalement le parc El Tobogan de la Selva, les localités de Coromoto, Gavilán et Morganito.

#### Transport fluvial
Le transport fluvial est le principal mode de transport de l'État.

#### Transport aérien
La capitale, Puerto Ayacucho, est desservie par le principal aéroport de l'État, l'aéroport national de Puerto Ayacucho. De très nombreux aérodromes permettent d'atteindre les localités les plus isolées, notamment ceux de San Fernando de Atabapo, Maroa et San Carlos de Río Negro dans le Sud-Ouest, San Juan de Manapiare dans le Nord, Kanaripo dans le centre, La Esmeralda, Tama-Tama, Santa María de Los Guaicas et Motogüey-teri dans le Sud.

## Démographie, société et religions

### Démographie
Avec 70 % de sa population concentrée dans la municipalité d'Atures et une densité démographique très basse de 0,81 habitants au kilomètre carré, l'État d'Amazonas est l'un des États les moins peuplés du Venezuela avec 0,5 % de la population nationale sur près de 20 % de son territoire. Puerto Ayacucho est la seule ville de l'État, tandis que parmi les bourgades, la plus importante est San Fernando de Atabapo, qui compte environ 4 500 habitants. Le reste de la population est très dispersée.
Selon l'Institut national de la statistique (Instituto Nacional de Estadística en espagnol), la population a augmenté de 107,88 % entre 2001 et 2011, soit plus du doublement de la population en dix ans, et s'élève à 146 480 habitants lors de ce dernier recensement :
| 2001   | 2011    |
| ------ | ------- |
| 70 464 | 146 480 |

## Administration et politique

### Subdivisions
L'État est divisé en 7 municipalités totalisant 23 paroisses civiles :
| Municipalité | Localisation | Chef-lieu               | Nombre de paroisses civiles | Paroisses civiles (capitales) | Population (2001) | Population (2011) |
| ------------ | ------------ | ----------------------- | --------------------------- | --- | ----------------- | ----------------- |
| Alto Orinoco |              | La Esmeralda            | 4                           | Huachamacare (Acanaña) Marawaka (Toky-Shamanaña) Mavaca (Mavaca) Sierra Parima (Parimabé)                                          | 655               | 12 687            |
| Atabapo      |              | San Fernando de Atabapo | 3                           | Ucata (Laja Lisa) Yapacana (Macuruco) Caname (Guarinuma)                                                                           | 3 123             | 9 169             |
| Atures       |              | Puerto Ayacucho         | 4                           | Fernando Girón Tovar (Puerto Ayacucho) Luis Alberto Gómez (Puerto Ayacucho) Parhueña (Limón de Parhueña) Platanillal (Platanillal) | 62 824            | 104 228           |
| Autana       |              | Isla Ratón              | 4                           | Samariapo (Samariapo) Sipapo (Pendare) Munduapo (Munduapo) Guayapo (San Pedro del Orinoco)                                         | 768               | 8 352             |
| Manapiare    |              | San Juan de Manapiare   | 3                           | Alto Ventuari (Cacurí) Medio Ventuari (Camani) Bajo Ventuari (Marueta)                                                             | 991               | 7 715             |
| Maroa        |              | Maroa                   | 2                           | Victorino (Victorino) Comunidad (Comunidad)                                                                                        | 890               | 2 029             |
| Río Negro    |              | San Carlos de Río Negro | 3                           | Casiquiare (Curimacare) Cocuy (Santa Lucía) Solano (Solano)                                                                        | 1 213             | 2 300             |
| Total        |              |                         | 23                          | | 70 464            | 146 480           |

### Organisation des pouvoirs
Le pouvoir exécutif est l'apanage du gouverneur. L'actuel gouverneur est Miguel Rodríguez depuis 2017.
| Photo | Scrutin | Période                               | Nom du gouverneur            | Parti politique | Résultat électoral | Notes                                                                                        |
| ----- | ------- | ------------------------------------- | ---------------------------- | --------------- | ------------------ | -------------------------------------------------------------------------------------------- |
|       | 1992    | 1992-1995                             | Edgar Vicente Sayago Murillo | MAL             | 39,08 %            | Premier gouverneur élu                                                                       |
|       | 1995    | 1995-1998                             | José Bernabé Gutiérrez       | AD              | 48,57 %            |                                                                                              |
|       | 1998    | 1998-2000                             | José Bernabé Gutiérrez       | AD              | 55,17 %            | Suspendu à la suite des élections générales de 2000                                          |
|       | 2000    | 2000-2001                             | José Bernabé Gutiérrez       | AD              | 43,68 %            |                                                                                              |
|       | 2001    | 2001-2005                             | Liborio Guarulla             | PPT             | 40,47 %            | Le CNE le proclame gouverneur en remplacement de José Bernabé Gutiérrez.                     |
|       | 2005    | 2005-2010                             | Liborio Guarulla             | PPT             |                    |                                                                                              |
|       | 2010    | 2010-2012                             | Liborio Guarulla             | PPT             | 51,07 %            |                                                                                              |
|       | 2012    | 2012-2016                             | Liborio Guarulla             | MPV             | 56,07 %            | Liborio Guarulla l'emporte face à l'ancienne ministre des Peuples indigènes Nicia Maldonado. |
|       | 2017    | 2017 - 21 novembre 2021               | Miguel Rodríguez             | PSUV            | 60,09 %            |                                                                                              |
|       | 2021    | Depuis le 22 novembre 2021 (en cours) | Miguel Rodríguez             | PSUV            | 40,16 %            | Réélu, actuel gouverneur                                                                     |

### Vie politique

#### Représentation nationale
En raison d'une faible population, l'État d'Amazonas envoie trois députés à l'Assemblée nationale, le minimum prévu par la constitution. En outre, elle élit un représentant supplémentaire avec d'autres États pour représenter les peuples indigènes de la région Sud.
Les mouvements indigènes locaux sont cependant très forts au point que lors des élections législatives de 2005, le parti régional Mouvement uni des peuples indigènes ou MUPI emporte 48 % des suffrages, contre 44 % pour la coalition dirigée par le Mouvement Cinquième République ou MVR et réunissant les partis Patria para Todos ou PPT, Avanzada Progresista ou AP du gouverneur Liborio Guarulla et le parti régional Peuple unis multiethniques d'Amazonas ou PUAMA, considéré jusqu'alors comme la première force politique régionale. Un député de chaque parti MUPI, PUAMA, et PPT avec le soutien de MVR, est ainsi élu.

## Économie
L'économie de l'État est principalement constituée des secteurs primaire et secondaire tout en étant très dépendante des échanges extra-régionaux.

### Secteur primaire
Le secteur primaire comprend principalement l'agriculture essentiellement de subsistance aux faibles rendements et la pêche. Plus de 300 espèces de poissons sont présentes dans le bassin de l'Orénoque dont de nombreuses sont comestibles tandis que d'autres peuvent être commercialisés pour les aquariophiles. Parmi ces poissons, on peut citer le blanco pobre (le « blanc pauvre »), le bocachico, la cachama, le cajaro, le caribe, le coporo, la curbina, la doncella, la daurade, le lau-lau, le morocoto, la palometa, le pavón, le payara ou « tétra », le rayao, la sapoara et la petite sardine.

### Secteur secondaire

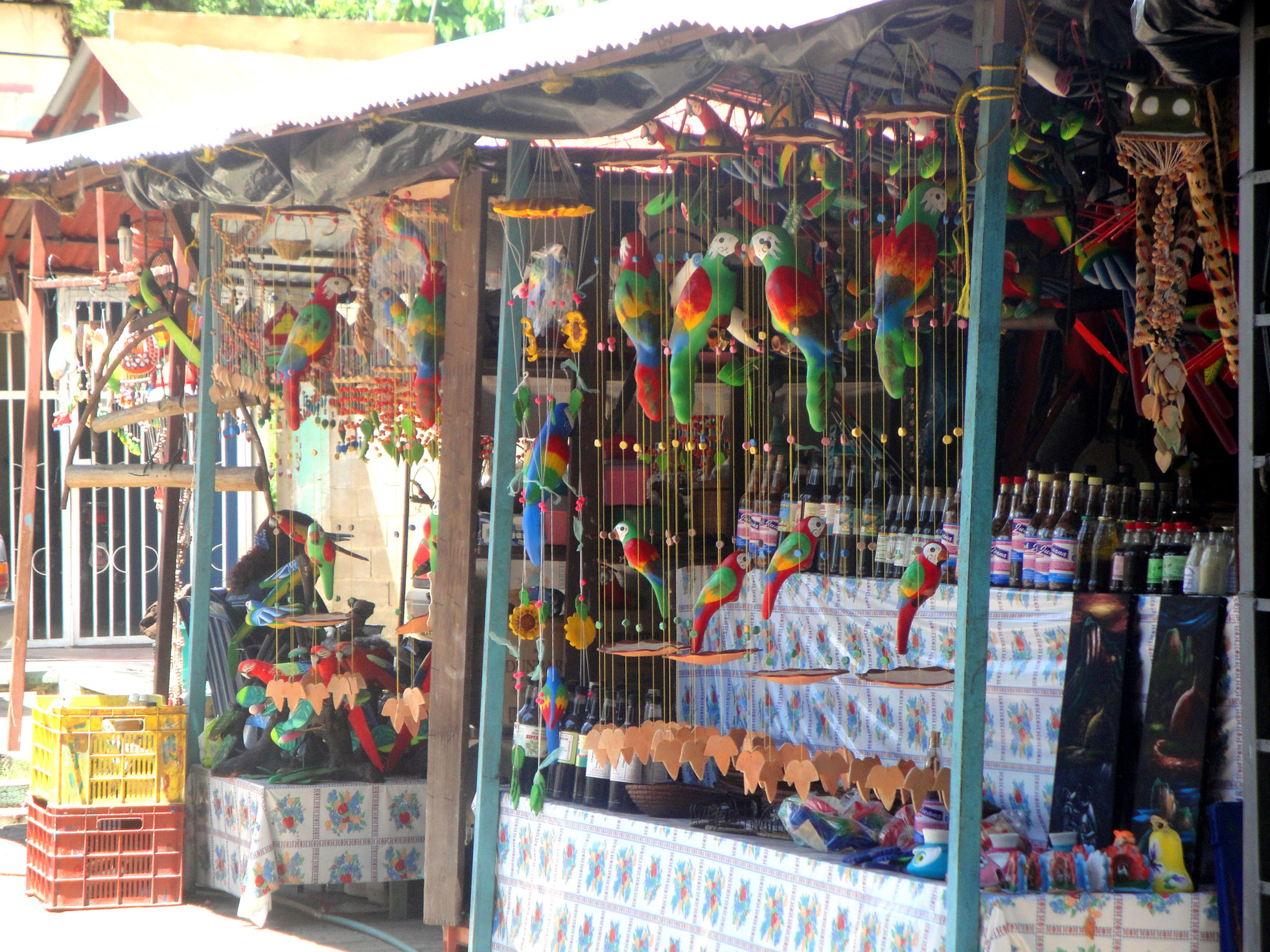
Artisanat d'Amazonie à Puerto Ayacucho.

L'industrie est inexistante dans l'État et le secteur secondaire est représenté principalement par l'artisanat : vannerie, meubles, paniers, sacs, hamacs et pagnes. La sculpture sur bois est très présente notamment à base de formes animales régionales, des ustensiles de terre, des colliers de graines ou de dents d'animaux.
Les ressources en minerais semblent élevées mais font l'objet de trafics qui échappent au contrôle de l'État, notamment le coltan comportant des métaux indispensables à l'industrie électronique, le niobium et de tantale.

### Des parcs et monuments nationaux attractifs
L'État d'Amazonas possède quantité de sites naturels du plus grand intérêt. Plusieurs parcs nationaux y ont été créés. On compte ainsi le parc national Parima Tapirapecó dont l'inventaire des espèces de la flore et de la faune n'est pas encore précisé, mais dont on sait qu'il comporte un grand nombre de nouvelles espèces, le parc national Serranía La Neblina situé au sud-ouest du parc national Parima Tapirapecó, il jouxte la frontière brésilienne et recouvre la zone des montagnes de la Neblina, le parc national Yapacana situé dans la région plane qui s'étend entre les cours d'eau Orénoque et río Ventuari, et où s'élève l'élément naturel principal de ce parc, le cerro Yapacana, en forme de tepuy, qui a une altitude de 1 345 mètres. On a découvert ici des espèces végétales du néotropique sudaméricain et du paléotropique de l'Asie sudorientale ; enfin, le parc national Duida Marahuaca : dont les sommets Duida et Marahuaca sont des plateaux verticaux de formation tabulaire correspondant à une formation de type Roraima du massif des Guyanes. Dans ce parc national on a classifié 167 genres de cryptogames vasculaires et de phanérogames. Dans la zone du mont Duida on a découvert 169 espèces de végétaux et sa faune est très riche et variée.
L'État rassemble également plusieurs monuments naturels remarquables comme la Piedra del Cocuy, un roc monumental dont la cime est constituée de trois pics quasi verticaux. C'est une formation géologique unique au monde, correspondant à la période précambrienne. Les bois qui l'entourent contiennent des espèces végétales rares endémiques de la région. Le Cerro Autana est un sommet qui s'élève comme une gigantesque tour de 1 300 mètres. La partie supérieure est creusée par une caverne formée de quartzites, où on a découvert un minerai particulier. La Piedra de la Tortuga est une roche de granit recouverte de végétation lithophile qui ressemble à une grande tortue pétrifiée en pleine forêt amazonienne. Enfin, la Piedra Pintada est un monument naturel constituée d'une roche noire de formation granitique, qui possède des pétroglyphes gravés remontant à la plus haute antiquité, comme un caïman de grande taille et un serpent de 120 mètres de long.

### Arts

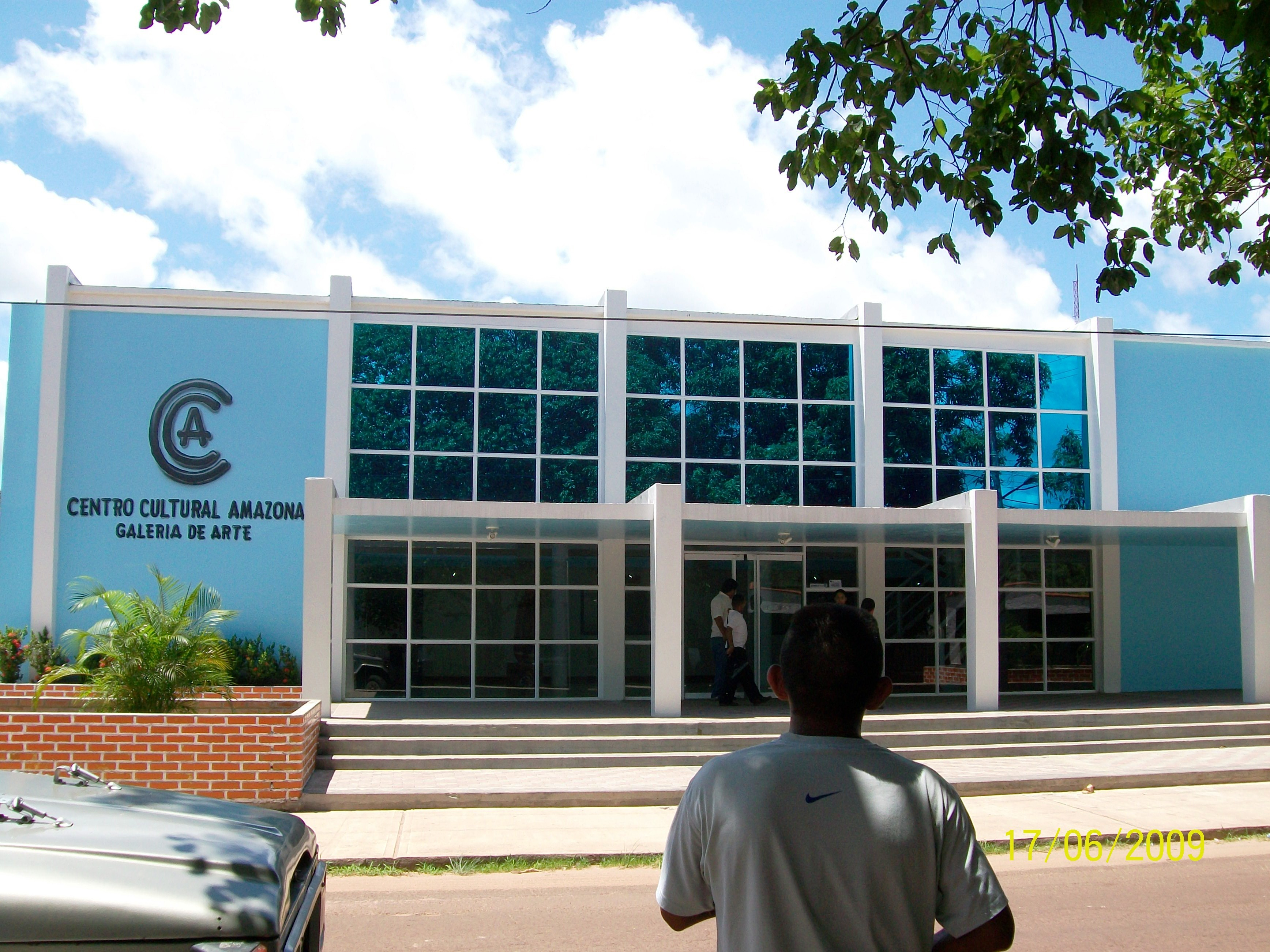
Centre culturel Amazonas et galerie d'art à Puerto Ayacucho, destinés à témoigner de la culture de l'État d'Amazonas à travers l'art.

## Culture

### Gastronomie
La cuisine de l'Amazonas comprend principalement des plates typiques utilisant les produits régionaux (tortues dans leur carapace), poissons (morocoto, curbina, palometa, pavón et lau), volailles (dinde, poulet et canard) et divers types de pains, notamment à base de manioc, base de l'alimentation. Parmi les spécialités culinaires, on compte le mañoco, accompagnement à base de manioc amer, divers plats à base de poissons tels que l'« asada payara », l'« ajicero » de poisson, un plat estival, le pisillo de poisson, un plat de poissons râpés et assaisonnées avec des oignons, du poivron et de la coriandre, des fruits tropicaux et leur jus, ainsi que la boisson rafraichissante dite « yucata », préparée à partir de mañoco trempé dans de l'eau ou encore la catara, préparée à base de manioc et d'ail.

## Sources
- (es) Cet article est partiellement ou en totalité issu de l’article de Wikipédia en espagnol intitulé « Anexo:Gobernador de Amazonas » (voir la liste des auteurs).